# Ichneumon furumakiensis
Ichneumon furumakiensis là một loài tò vò trong họ Ichneumonidae.